# Omar Wade
Pour les articles homonymes, voir Wade.
Omar Wade, né le 15 mai 1990 à Dakar, est un footballeur sénégalais qui joue au poste d'avant-centre.
Il joue un match de championnat de L1 lors de la saison 2010-2011 avec le LOSC Lille qui lui permet d'être officiellement Champion de France de Ligue 1.

## Carrière
En janvier 2019, il s'engage avec Ain Sud Foot.
Un passage remarqué au FC Gueugnon en 2019-2020
Lors de la saison 2019-2020 l’attaquant sénégalais marque durablement les esprits du côté de Jean Laville. En 11 matchs de National 3 avec le FC Gueugnon, il inscrit la bagatelle de 15 buts, se montrant décisif quasiment à chaque rencontre. Véritable fer de lance de l’attaque forgeronne, ses performances remarquées participent activement à la très bonne saison du club en championnat.

Le 11 février 2020, il s'engage en faveur du FC Annecy où il confirme ses qualités d’avant-centre 32 apparitions et 6 réalisations en National 2, pour une saison et demie. À l'issue de la saison 2019-2020, le club haut-savoyard est promu en National.

Un parcours international
Fort de cette réussite,  Il poursuit ensuite sa carrière dans les championnats du Golfe (en Arabie Saoudite puis au Koweït), 
où il affine encore son expérience et son efficacité. 

2025: Retour au Fc Gueugnon
À 35 ans, il revient à Gueugnon avec l’ambition de mettre son vécu au service du collectif et de s’inscrire comme un atout majeur dans les objectifs du club forgerons.

## Statistiques
| Saison                | Club                           | Championnat                    | Championnat | Championnat | Championnat | Coupe nationale | Coupe nationale | Coupe nationale | Coupe de la Ligue | Coupe de la Ligue | Coupe de la Ligue | Compétition(s) continentale(s) | Compétition(s) continentale(s) | Compétition(s) continentale(s) | Compétition(s) continentale(s) | Total | Total | Total |
| Saison                | Club                           | Division                       | M.          | B.          | P.d.        | M.              | B.              | P.d.            | M.                | B.                | P.d.              | Comp.                          | M.                             | B.                             | P.d.                           | M.    | B.    | P.d.  |
| 2010-2011             | LOSC Lille                     | Ligue 1                        | 1           | 0           | 0           | -               | -               | -               | -                 | -                 | -                 | C3                             | 1                              | 0                              | 0                              | 2     | 0     | 0     |
| 2011-2012             | LOSC Lille                     | Ligue 1                        | -           | -           | -           | -               | -               | -               | -                 | -                 | -                 | C1                             | -                              | -                              | -                              | 0     | 0     | 0     |
| Sous-total            | Sous-total                     | Sous-total                     | 1           | 0           | 0           | -               | -               | -               | -                 | -                 | -                 | -                              | 1                              | 0                              | 0                              | 2     | 0     | 0     |
| 2011-2012             | Boluspor (prêt)                | 1. Lig                         | 8           | 0           | 0           | 1               | 0               | 0               | -                 | -                 | -                 | -                              | -                              | -                              | -                              | 9     | 0     | 0     |
| Sous-total            | Sous-total                     | Sous-total                     | 8           | 0           | 0           | 1               | 0               | 0               | -                 | -                 | -                 | -                              | -                              | -                              | -                              | 9     | 0     | 0     |
| 2012-2013             | Royal Mouscron-Péruwelz (prêt) | Division 1B                    | 5           | 0           | 1           | 1               | 0               | 0               | -                 | -                 | -                 | -                              | -                              | -                              | -                              | 6     | 0     | 1     |
| Sous-total            | Sous-total                     | Sous-total                     | 5           | 0           | 1           | 1               | 0               | 0               | -                 | -                 | -                 | -                              | -                              | -                              | -                              | 6     | 0     | 1     |
| 2012-2013             | USJA Carquefou (prêt)          | National                       | 9           | 1           | 1           | -               | -               | -               | -                 | -                 | -                 | -                              | -                              | -                              | -                              | 9     | 1     | 1     |
| Sous-total            | Sous-total                     | Sous-total                     | 9           | 1           | 0           | -               | -               | -               | -                 | -                 | -                 | -                              | -                              | -                              | -                              | 9     | 1     | 0     |
| 2013-2014             | Institut Diambars              | Ligue 1                        | -           | -           | -           | -               | -               | -               | -                 | -                 | -                 | -                              | -                              | -                              | -                              | 0     | 0     | 0     |
| 2014-2015             | Institut Diambars              | Ligue 1                        | -           | -           | -           | -               | -               | -               | -                 | -                 | -                 | -                              | -                              | -                              | -                              | 0     | 0     | 0     |
| Sous-total            | Sous-total                     | Sous-total                     | -           | -           | -           | -               | -               | -               | -                 | -                 | -                 | -                              | -                              | -                              | -                              | 0     | 0     | 0     |
| 2014-2015             | SC Feignies                    | CFA 2                          | -           | -           | -           | -               | -               | -               | -                 | -                 | -                 | -                              | -                              | -                              | -                              | 0     | 0     | 0     |
| Sous-total            | Sous-total                     | Sous-total                     | -           | -           | -           | -               | -               | -               | -                 | -                 | -                 | -                              | -                              | -                              | -                              | 0     | 0     | 0     |
| 2015-2016             | JA Drancy                      | CFA                            | 16          | 5           | -           | -               | -               | -               | -                 | -                 | -                 | -                              | -                              | -                              | -                              | 16    | 5     | 0     |
| Sous-total            | Sous-total                     | Sous-total                     | 16          | 5           | -           | -               | -               | -               | -                 | -                 | -                 | -                              | -                              | -                              | -                              | 16    | 5     | 0     |
| 2016-2017             | Al-Arabi (en)                  | UAE First Division League (en) | -           | -           | -           | -               | -               | -               | -                 | -                 | -                 | -                              | -                              | -                              | -                              | 0     | 0     | 0     |
| 2017-2018             | Al-Arabi (en)                  | UAE First Division League (en) | -           | -           | -           | -               | -               | -               | -                 | -                 | -                 | -                              | -                              | -                              | -                              | 0     | 0     | 0     |
| Sous-total            | Sous-total                     | Sous-total                     | -           | -           | -           | -               | -               | -               | -                 | -                 | -                 | -                              | -                              | -                              | -                              | 0     | 0     | 0     |
| 2018-2019             | Ain Sud Foot                   | National 3                     | -           | -           | -           | -               | -               | -               | -                 | -                 | -                 | -                              | -                              | -                              | -                              | 0     | 0     | 0     |
| Sous-total            | Sous-total                     | Sous-total                     | -           | -           | -           | -               | -               | -               | -                 | -                 | -                 | -                              | -                              | -                              | -                              | 0     | 0     | 0     |
| 2019-2020             | FC Gueugnon                    | National 3                     | 11          | 15          | -           | -               | -               | -               | -                 | -                 | -                 | -                              | -                              | -                              | -                              | 11    | 15    | 0     |
| Sous-total            | Sous-total                     | Sous-total                     | 11          | 15          | -           | -               | -               | -               | -                 | -                 | -                 | -                              | -                              | -                              | -                              | 11    | 15    | 0     |
| 2020-2021             | FC Annecy                      | National 2                     | 23          | 4           | -           | 1               | 0               | -               | -                 | -                 | -                 | -                              | -                              | -                              | -                              | 24    | 4     | 0     |
| 2021-2022             | FC Annecy                      | National                       | 9           | 2           | -           | 0               | 0               | -               | -                 | -                 | -                 | -                              | -                              | -                              | -                              | 9     | 2     | 0     |
| Sous-total            | Sous-total                     | Sous-total                     | 33          | 6           | -           | 1               | 0               | -               | -                 | -                 | -                 | -                              | -                              | -                              | -                              | 34    | 6     | 0     |
| Total sur la carrière | Total sur la carrière          | Total sur la carrière          | 83          | 27          | 1           | 3               | 0               | 0               | -                 | -                 | -                 | -                              | 1                              | 0                              | 0                              | 87    | 27    | 1     |

## Palmarès

### En club
- LOSC Lille
  - Champion de France en 2011
  - Finaliste du Trophée des champions en 2011

### En équipe nationale
- Équipe du Sénégal olympique
  - Participation au Championnat d'Afrique des nations des moins de 23 ans en 2011